# 瓦勒方根
瓦勒方根（德語：Wallerfangen，發音：[ˈvalɐfaŋən]，發音：[vodʁəvɑ̃ʒ]）是德国萨尔兰州萨尔路易县的市镇，总面积为42.22平方千米，2023年12月31日总人口为9,322人。